# Quisquicia pulla
Quisquicia pulla är en mångfotingart som först beskrevs av Loomis 1936.  Quisquicia pulla ingår i släktet Quisquicia och familjen Chelodesmidae. Inga underarter finns listade i Catalogue of Life.